# Cultura Condorhuasi
La cultura Condorhuasi es va desenvolupar des del 400 aC fins al 700, principalment a la vall d'Hualfín, que actualment és part de la província de Catamarca (Argentina).

## Característiques
Presenta similituds amb peces ceràmiques de les cultures de La Candelaria (Argentina) i del Molle (nord de Xile). El fet que hagi estat una cultura pastoril, fa suposar que el seu origen es relaciona amb les cultures de l'altiplà del sud de Bolívia.
Sobre la base de variacions en la ceràmica al llarg del temps, es distingeixen tres fases cronològiques de desenvolupament en aquesta cultura:
- Fase Diablo (200 aC - 200): la ceràmica predominant és de color vermellós, groguenca o negrosa, de fons arrodonit i sense nanses. Els atuells són globulars i de coll cilíndric, amb línies verticals ondulades. Alhora que aquesta fase, es desenvolupa la ceràmica Vaquerías, amb gerros semicilíndrics i recipients modelats que representen figures o caps humans pintades amb motius geomètrics.
- Fase Barrancas (200 - 350): vasos antropomorfs, zoomorfs i zooantropomorfs freqüentment pintats amb dissenys geomètrics blancs.
- Fase Alumbrera (350 - 500): es va desenvolupar a la zona d'Alamito. Es caracteritza pels vasos modelats, amb combinació de colors sobre una pintura vermella en grans recipients de ovoïdals.

## Economia i organització social
Van ser essencialment una societat de pastors de llames, amb escassa agricultura. A causa que vivien en comunitats formant llogarets, se suposa que van haver de comptar amb caps que regulaven les tasques productives. Els habitatges eren de planta circular i murs de pedra.

## Galeria d'imatges del Museu de La Plata

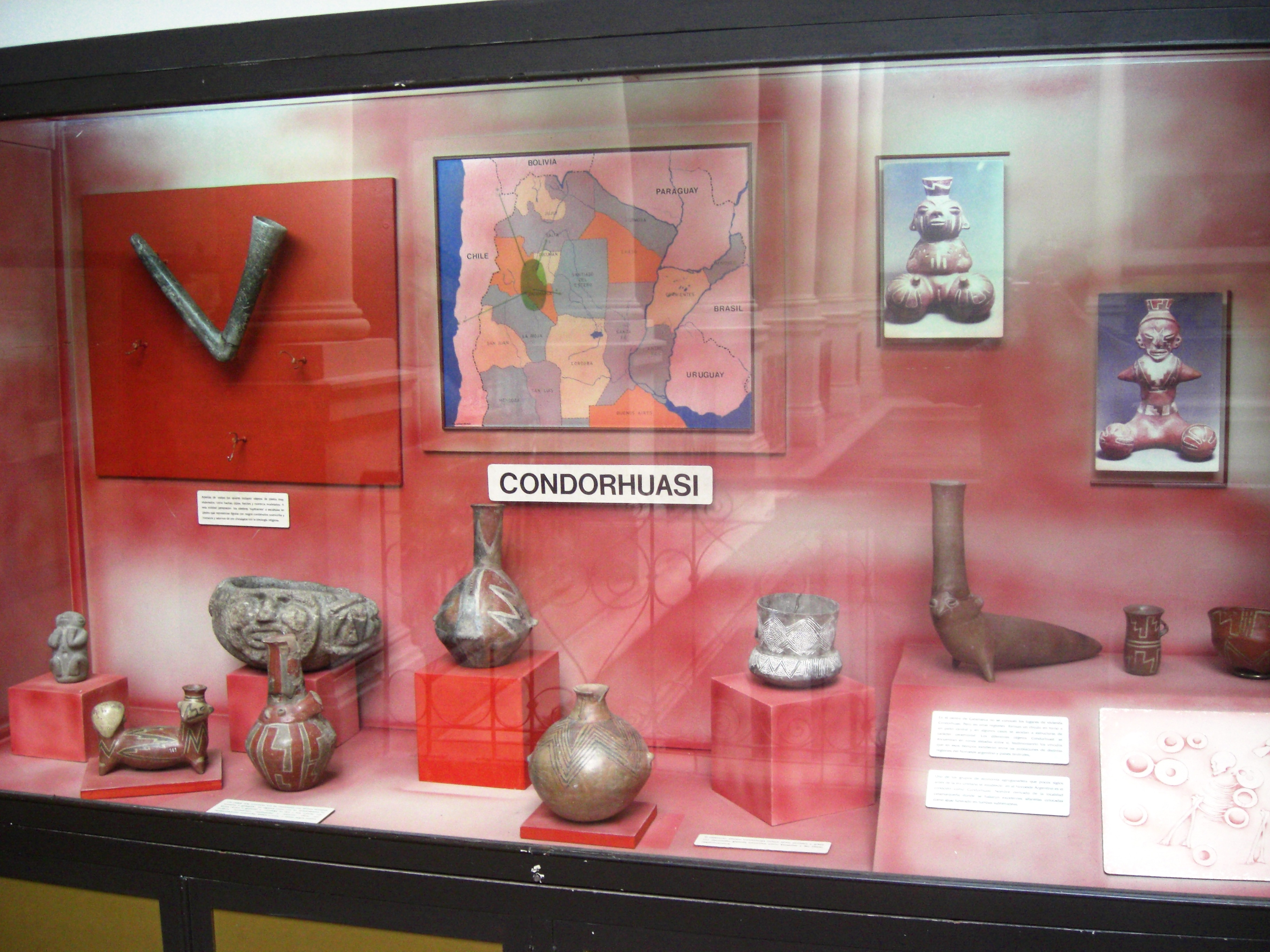
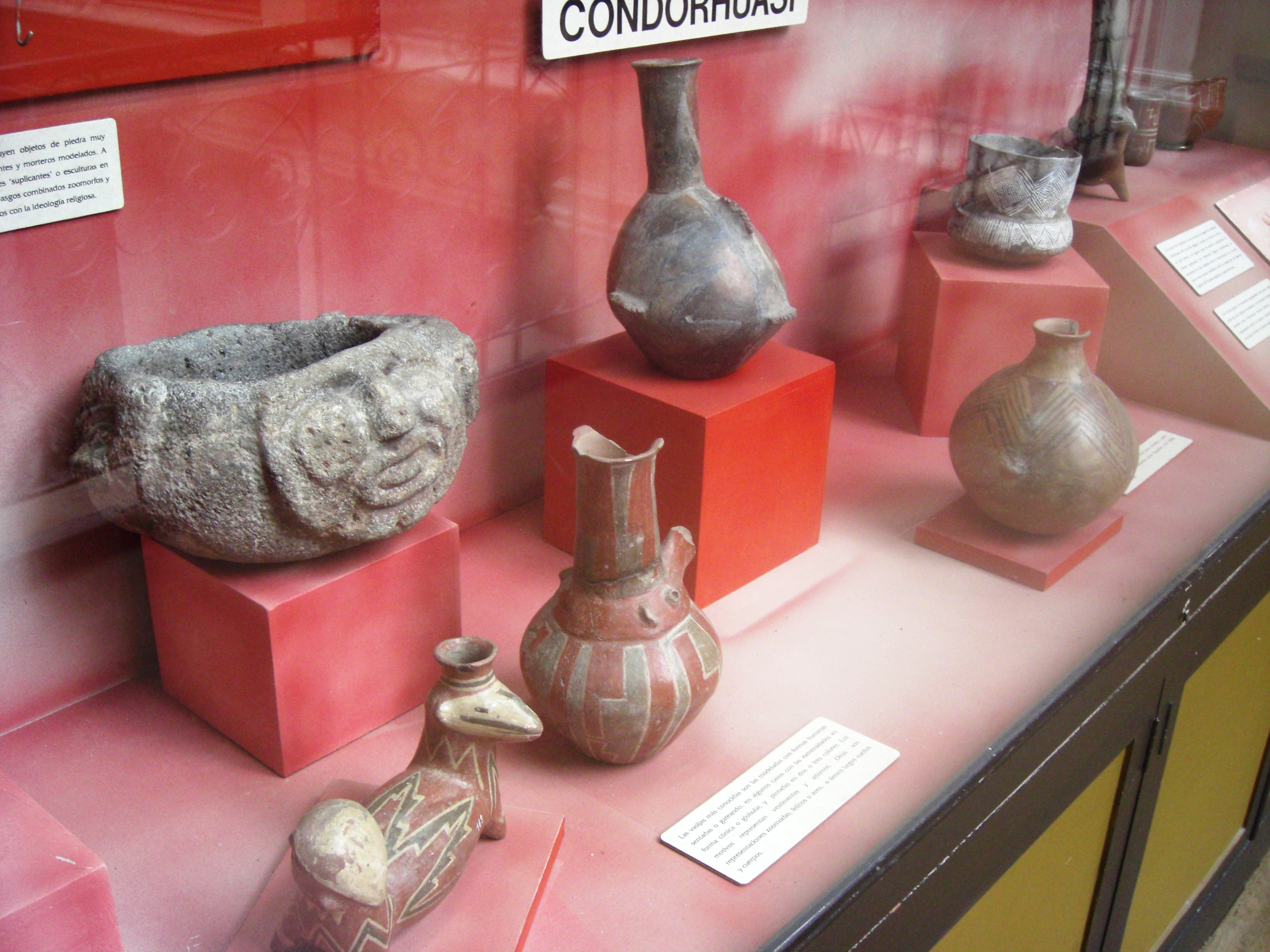
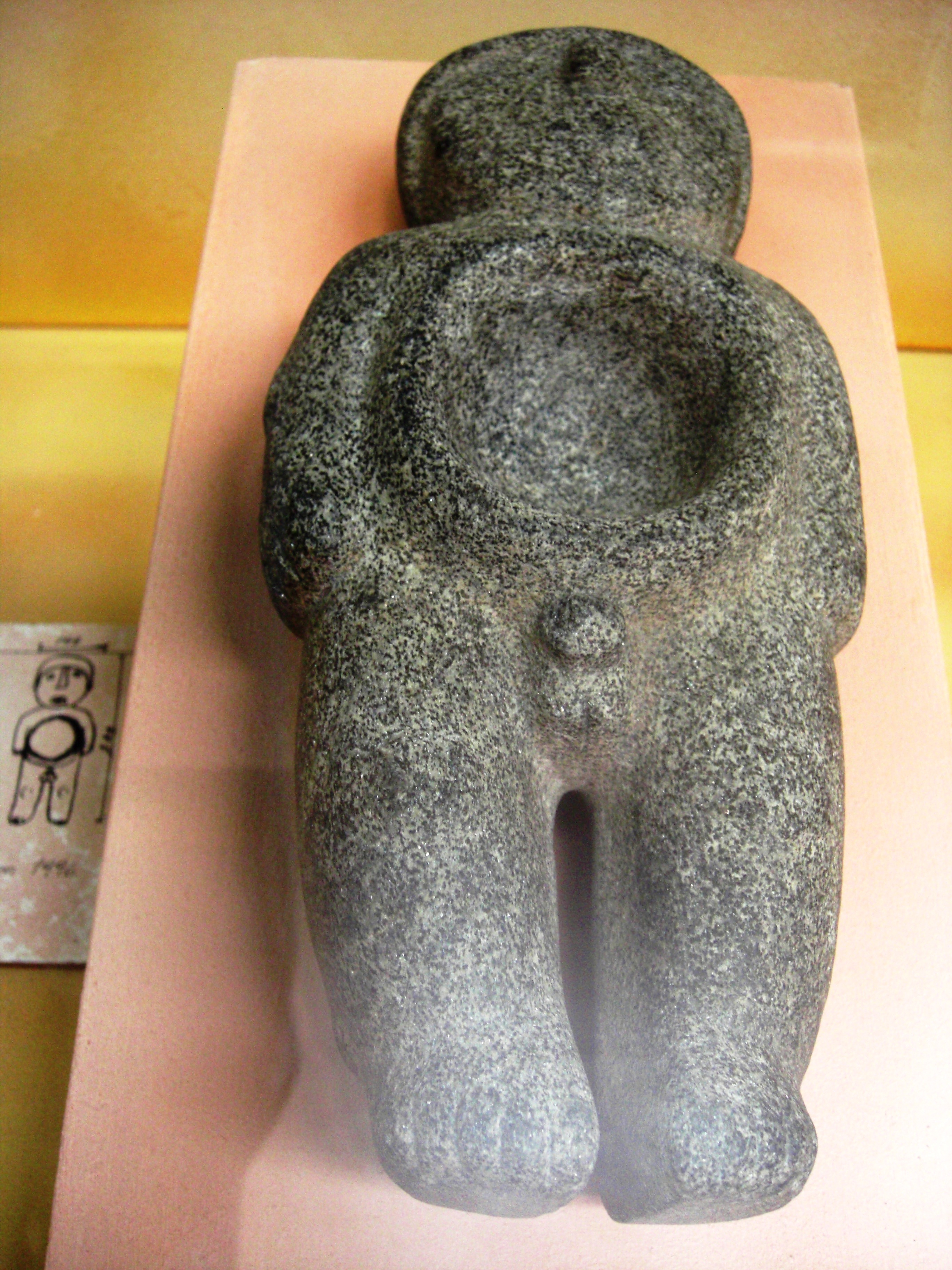
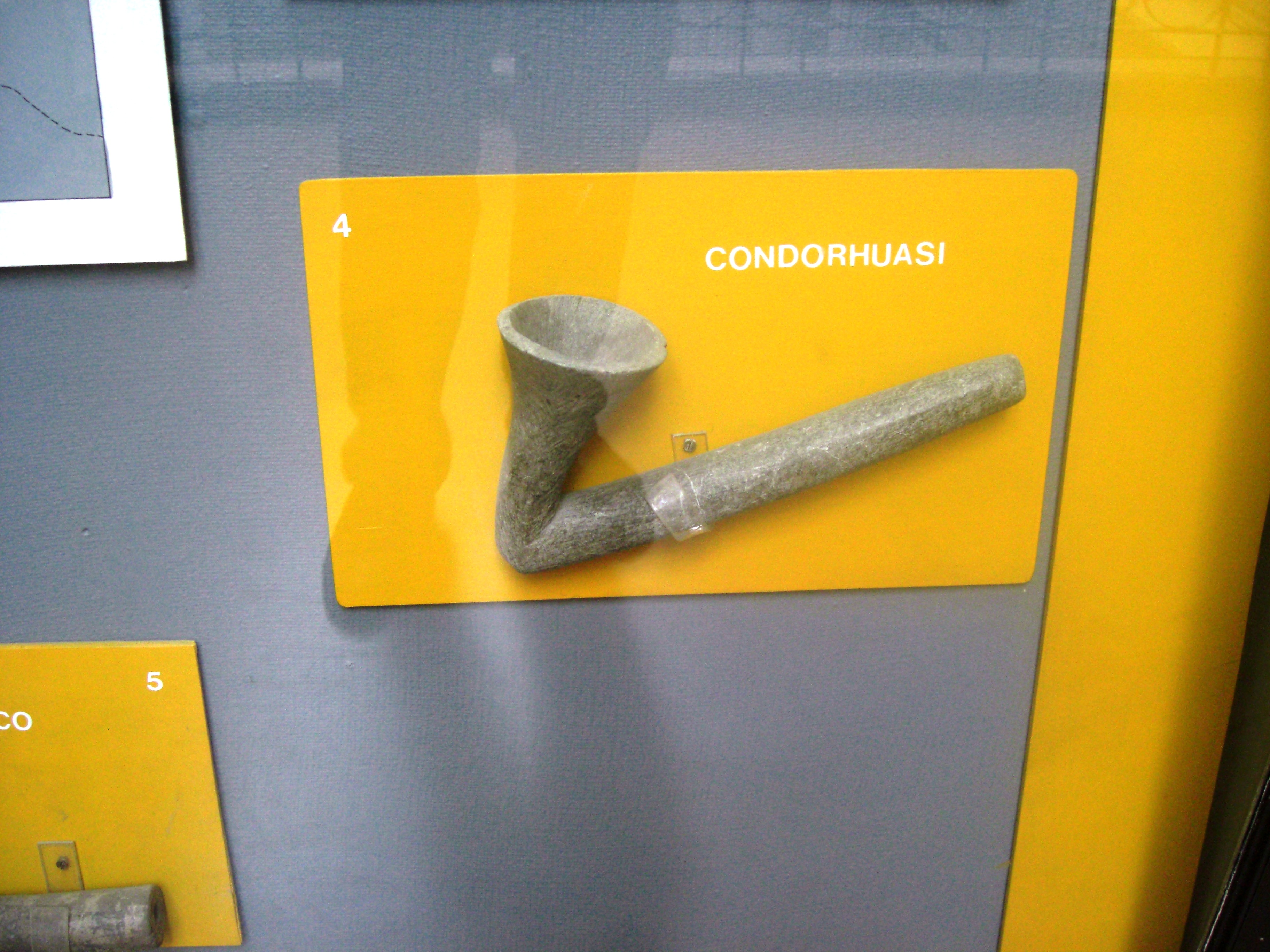
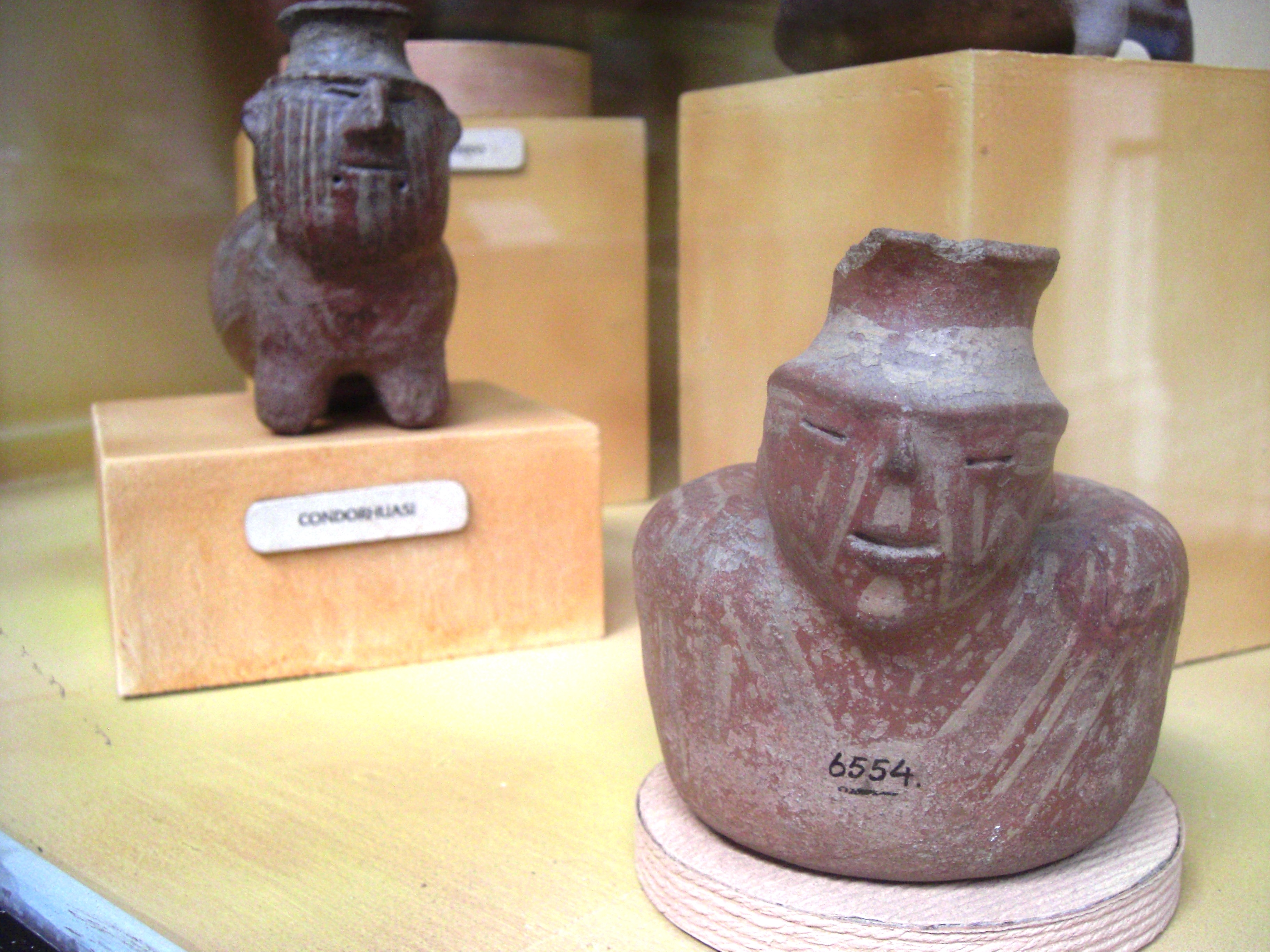